# Asterix & Obelix: Tvekampen
Asterix & Obelix: Tvekampen (franska: Astérix & Obélix : Le Combat des Chefs) är en fransk-belgisk animerad komedi- och familjeserie som hade premiär på Netflix den 30 april 2025. Serien är baserad på seriealbumet Asterix och tvekampen.

## Handling
När Miraculix, byns druid, glömmer bort hur man tillagar den magiska trolldrycken måste Asterix, Obelix och övriga galler finna nya sätt att hålla romarna borta.  

## Rollista (i urval)
- Alain Chabat - Asterix
- Gilles Lellouche - Obelix
- Thierry Lhermitte
- Géraldine Nakache
- Laurent Lafitte - Julius Caesar
- Alexandre Astier
- Grégory Gadebois
- Anaïs Demoustier
- Jérôme Commandeur